# Municipio de Kinyon
El municipio de Kinyon (en inglés: Kinyon Township) es un municipio ubicado en el condado de Cass en el estado estadounidense de Dakota del Norte. En el año 2010 tenía una población de 91 habitantes y una densidad poblacional de 0,98 personas por km².

## Geografía
El municipio de Kinyon se encuentra ubicado en las coordenadas 47°11′42″N 97°0′23″O / 47.19500, -97.00639. Según la Oficina del Censo de los Estados Unidos, el municipio tiene una superficie total de 93.3 km², de la cual 93,3 km² corresponden a tierra firme y (0 %) 0 km² es agua.

## Demografía
Según el censo de 2010, había 91 personas residiendo en el municipio de Kinyon. La densidad de población era de 0,98 hab./km². De los 91 habitantes, el municipio de Kinyon estaba compuesto por el 100 % blancos. Del total de la población el 1,1 % eran hispanos o latinos de cualquier raza.